# 김남윤
김남윤(金南潤, 1949년 9월 20일~2023년 3월 12일)은 대한민국의 바이올린  연주자, 대학 교수이다.

## 학력
- 이화여자중학교 (졸업)
- 서울예술고등학교 (졸업)
- 줄리어드 음대 (졸업)

## 생애
6세 때 바이올린을 시작한 이후 서울예고를 졸업했다. 미국 유학을 떠나 줄리아드 스쿨 음악원에서 이반 갈라미안에게 바이올린을 사사했다.
유학 시절부터 미국 허드슨벨리 영 아티스트콩쿠르 입상, 스위스 티보바가 국제 콩쿠르 1등을 수상하며 탁월한 기량을 인정받았다. 전문 연주자로서 유학 시절에도 리카르도 샤이가 지휘하는 영국 로열필하모닉 오케스트라와 협연하는 등 활발하게 활동했고, 한국에 돌아와 교편을 잡으면서 후학을 양성하는 능력이 발휘됐다. 1977년 28살에 경희대 음악대학 교수로 임용된 그는 이후 서울대를 거쳐 1993년 한예종 음악원 창설 멤버로 합류해 음악원 기악과 교수와 한예종 영재교육원장, 명예교수 등을 지내며 삶의 막바지까지 교육활동을 계속해왔다.
40년 넘게 교단에 서면서 ‘김남윤 사단’을 키워냈다는 평가를 받는다. 서울대 음대 학장을 역임한 피아니스트이자 조성진 등의 스승이었던 신수정과 함께 한국 음악계를 대표한 교육자였고, '한국 바이올린의 대모'로 불리었다. 대표적인 제자로는 클라라 주미 강, 신지아, 권혁주, 그리고 임지영(2015년 퀸 엘리자베스 콩쿠르 우승. 현재 연세대 음대 교수) 등이 있다.
그 외 2001년 한국 연주자로는 처음으로 퀸 엘리자베스 콩쿠르 심사위원으로 초청받았으며, 하노버·파가니니·차이콥스키 콩쿠르 등 세계 유수의 콩쿠르 심사를 맡기도 하는 등 음악계 활동도 이어갔다.
2023년 3월 12일 지병으로 별세했다. 향년 73세. 발인식 당일인 3월 15일에는 한예종에서 김대진 총장 주재로 추도식이 엄수되었다.

## 수상
- 은관문화훈장 - 2022
- 홍조근정훈장 - 2006
- 옥관문화훈장 - 1995